# Ordinul „Credință Patriei”
Ordinul „Credință Patriei” este o distincție de stat din Republica Moldova. În ierarhia priorității este penultimul dintre ordinele de stat ale Republicii Moldova.

## Conferire
Ordinul „Credință Patriei” se conferă militarilor și angajaților autorităților și instituțiilor speciale cu atribuții în domeniul asigurării ordinii și securității publice, precum și în domeniul securității naționale, pentru:
- vitejie și spirit de sacrificiu manifestate la apărarea suveranității și integrității teritoriale ale țării, a drepturilor, libertăților constituționale și a intereselor legitime ale cetățenilor în condiții ce comportă risc pentru viață;
- rezultate remarcabile la organizarea eficientă a serviciului militar și special, asigurarea capacității de apărare și a securității naționale, consolidarea legalității, ordinii și securității publice;
- succese deosebite la conducerea trupelor, menținerea unui grad înalt al pregătirii de luptă a unităților de orice nivel, la însușirea, exploatarea și întreținerea tehnicii noi, precum și pentru participare profesionistă excelentă în cadrul aplicațiilor și exercițiilor de instruire;
- îndeplinire ireproșabilă a datoriei de serviciu și a îndatoririlor cetățenești, pentru acțiuni ce denotă curaj și spirit de inițiativă, întreprinse în vederea combaterii criminalității;
- curaj și dârzenie manifestate la salvarea de vieți omenești, a valorilor materiale și spirituale în timpul calamităților naturale și în alte situații excepționale;
- contribuție meritorie la dezvoltarea colaborării Republicii Moldova cu alte state și cu organizații internaționale în domeniile apărării, securității statului și asigurării ordinii și securității publice.

Ordinul „Credință Patriei” cuprinde, în ordine ierarhică descrescătoare, trei clase:
- Ordinul „Credință Patriei” clasa I;
- Ordinul „Credință Patriei” clasa II;
- Ordinul „Credință Patriei” clasa III.

La conferirea Ordinului „Credință Patriei” se ține seama, de asemenea, de vechimea în serviciu după cum urmează:
- cel puțin 15 ani – pentru Ordinul „Credință Patriei” clasa I;
- cel puțin 10 ani – pentru Ordinul „Credință Patriei” clasa II;
- cel puțin 5 ani – pentru Ordinul „Credință Patriei” clasa III.

Pentru merite excepționale, ordinul poate fi conferit fără a se ține seama de vechimea în serviciu.

## Descriere
Însemnul Ordinului „Credință Patriei” reprezintă o stea convexă cu opt colțuri, compusă din fascicule a câte trei raze piramidale divergente: de aur la clasa I, de argint la clasa II și de aur patinat la clasa III. Axele verticală și orizontală ale stelei trec prin mijlocul cavităților dintre colțurile stelei, iar vârfurile razelor centrale ale fasciculelor se înscriu într-un cerc imaginar cu diametrul de 45 mm. Peste steaua cu opt colțuri broșează o cruce-stea din 4 raze-brațe piramidale mai scurte – de argint la clasa I, de aur la clasa II și de argint la clasa III – și două spade cu vârfurile în jos încrucișate în săritoare – de argint la clasa I, de aur la clasa II și de argint la clasa III. Totul este supraîncărcat cu un medalion rotund broșând, cu diametrul de 20 mm, având chenar-cadru de aur în relief, iar în mijloc, în câmp roșu, un scut heraldic triunghiular cu marginea superioară înălțată în unghi obtuz cu laturile ușor concave (h 12 mm), de asemenea broșând, albastru, cu chenar-cadru de aur în relief și purtând Stema de Stat a Republicii Moldova (h 8 mm) în întregime de aur, de asemenea în relief; în exerga medalionului, între două cercuri de aur, pe email alb, sus, apare legenda cu litere capitale de aur în excizie: „CREDINȚĂ PATRIEI”, iar jos, în semicerc, o cunună formată din două ramuri de stejar, de argint, în relief.
Reversul însemnului are gravat în incizie numărul de rând al distincției și este prevăzut cu un sistem de prindere.
Însemnul se confecționează din tombac, poleit cu aur, poleit cu argint, brunat și emailat.
Panglica baretei de substituire a Ordinului „Credință Patriei” este albă și are pe marginea stângă trei dungi, late de 2,5 mm fiecare, în culorile naționale ale Republicii Moldova – albastru, galben, roșu, iar pe cea dreaptă, la distanța de 2 mm de margine, dungi roșii (Pantone 186 C), late de 2,5 mm fiecare – una la clasa I, două, separate între ele de o dungă de 0,5 mm de culoarea fondului, la clasa II și trei, separate între ele de câte o dungă de 0,5 mm de culoarea fondului, la clasa III.

## Cavaleri ai ordinului
după deceniu: anii 2000 • anii 2010 • anii 2020
după președinte: Voronin • Ghimpu • Lupu • Timofti • Dodon • Sandu

### Anii 2000
| Clasa I | Clasa II | Clasa III |
| --- | --- | --- |
| 2005 | | |
| decorați de Vladimir Voronin | | |
| - Alexandru Nichiforov, colonel - Vladimir Botnari, colonel de poliție - Valentin Dediu, colonel - Valeriu Prudnicov, colonel de poliție - Victor Uța, colonel de poliție | - Oleg Ciulcov, locotenent-colonel - Mihail Bulat, locotenent-colonel - Vitalie Fortuna, maior - Vladimir Gavriliuc, locotenent-colonel - Andrei Gori, maior - Sveatoslav Idjilov, locotenent-colonel - Ion Pîntea, maior - Anatol Gozun, colonel - Dumitru Oprea, colonel | - Serghei Chilivnic, locotenent major - Alexandru Cuciuc, maior - Anatoli Caraulan, căpitan - Gheorghe Pascal, locotenent-major - Mihail Slivinschi, căpitan - Sergiu Druță, maior |
| 2006 | | |
| | | - Ștefan Mangîr, locotenent-colonel de poliție - Alexandru Pohila, locotenent-colonel de poliție - Constantin Condrea, locotenent major de poliție - Igor Dațco, locotenent major de poliție - Vitalie Vasiliev, locotenent major de poliție - Ghenadie Bulgac, căpitan - Mihail Semionov, maior - Vitalie Stoian, locotenent-colonel - Marcel Botnaru - Vladimir Popov - Eugen Smirnov, șef de secție în Serviciul de Protecție și Pază de Stat - Vitalie Bucatari, colonel - Ion Coropcean, general de brigadă - Alexandru Ursachi, șef al Serviciului de Protecție și Pază de Stat - Mihail Grigoraș, plutonier-adjutant de poliție - Iurie Cheptănaru, colonel de poliție - Boris Diordiev, locotenent major de poliție - Andrei Șumleanschi, colonel |
| 2007 | | |
| - Igor Ghelețchi, pompier în echipa intervenții la incendii nr. 2 a Detașamentului de Pompieri și Salvatori Bălți                                                         | | - Valeriu Balaban, Procuror General - Ion Dicusar, maior - Igor Cutie, colonel - Igor Gadîrca, locotenent-colonel - Boris Ursu, maior - Victor Gaiciuc, Ambasador Extraordinar și Plenipotențiar al Republicii Moldova în Regatul Belgiei, Reprezentant al Republicii Moldova la NATO - Anatolie Donciu, colonel - Maxim Țurcanu, locotenent-colonel - Vadim Cojușneanu, membru al Consiliului Permanent al Uniunii Veteranilor „Sf. Gheorghe Biruitorul” - Valentin Cucoș, plutonier adjutant - Serghei Danilov, maior - Alexandru Galașan, locotenent-colonel - Anatolie Nosatîi, locotenent-colonel |
| 2008 | | |
| | - Vasile Isac, locotenent-colonel - Valentin Mejinschi, general-maior, ministru al afacerilor interne - Andrei Șumleanschi, colonel, viceministru al afacerilor interne | - Florin Gorea, maior - Ion Guțu, locotenent-colonel - Elena Tanas, șef de echipă în Detașamentul Pompieri și Salvatori din raionul Cahul - Valentin Mejinschi, director al Centrului pentru Combaterea Crimelor Economice și Corupției - Anatolie Ceban, colonel, comandant al Brigăzii 1 Infanterie Motorizată - Victor Garștea, căpitan, comandant adjunct al Batalionului Independent al Trupelor de Carabinieri - Mihail Harabagiu, colonel al serviciului de salvare, șef al Serviciului Protecție Civilă și Situații Excepționale - Igor Bodorin, director al Serviciului de Protecție și Pază de Stat - Artur Reșetnicov, director al Serviciului de Informații și Securitate - Valeriu Mițul, primar al satului Corjova, raionul Dubăsari - Vladimir Dîru, locotenent de poliție - Iurie Coțofan, consilier în Consiliul Raional Dubăsari și în Consiliul Comunal Corjova - Ghenadii Cosovan, colonel de poliție - Valentin Zubic, colonel de poliție - Ion Doțenco, locotenent-colonel - Lilian Șalaru, colonel |
| 2009 | | |
| | - Vadim Cojușneanu, membru al Consiliului permanent al Uniunii Veteranilor „Sf. Gheorghe Biruitorul” | - Gherman Pimonov, colonel - Iurie Richicinschi, colonel - Vladimir Zmuncilă, colonel - Mihail Bodean, colonel - Ion Mahu, colonel - Alexei Timuș, colonel - Veaceslav Trubca, maior - Eugeniu Florea, locotenent-colonel - Iaroslav Martin, locotenent-colonel - Andrei Ivancov, colonel - Valentin Foros, șef de direcție la Centrul Resurselor Informaționale de Stat „Registru” a Ministerului Dezvoltării Informaționale - Liliana Butnaru, director adjunct al Colegiului Național de Grăniceri - Gheorghe Cavcaliuc, maior de poliție - Dorin Spiridon, colonel de poliție - Alexandru Baltaga, șef adjunct de direcție - Ghenadie Nacu, șef de direcție generală - Ruslan Țurcan, șef de direcție - Victor Alerguș, președinte al Uniunii Veteranilor „Sf. Gheorghe Biruitorul” - Vasile Puiu, președinte al Asociației Veteranilor „Pro Fulger” a Brigăzii de Poliție cu Destinație Specială „Fulger” - Oleg Cebotari, locotenent-colonel - Otilia Nicolai, căpitan                                              |
| decorați de Mihai Ghimpu | | |
| | | - Lilian Botnariuc, locotenent-colonel de poliție |

### Anii 2010
| Clasa I | Clasa II | Clasa III |
| --- | --- | --- |
| 2010 | | |
| - Mihail Moroi, voluntar-participant la acțiunile de luptă pentru apărarea independenței și integrității teritoriale a Republicii Moldova (orașul Anenii Noi) - Nadejda Ghidirimschi director al Gimnaziului din satul Roghi, raionul Dubăsari - Ion Ivanov (post-mortem), profesor la Școala Medie nr. 1 din orașul Slobozia - Alexei Mocreac, director adjunct al Liceului Teoretic „Ștefan cel Mare și Sfânt” din orașul Grigoriopol - Valentin Nicu, director al Liceului Teoretic „Vasile Alecsandri” din satul Copanca, raionul Căușeni - Raisa Pădurean, director adjunct al Liceului Teoretic „Lucian Blaga” din municipiul Tiraspol - Constantin Sucitu, director al Gimnaziului din satul Corjova, raionul Dubăsari - Batalionul de geniu al Armatei Naționale - Universitatea de Stat din Tiraspol (cu sediul la Chișinău) - Gheorghe Mihai, director al Serviciului de Informații și Securitate - Vadim Cojușneanu, participant la acțiunile de luptă pentru apărarea independenței și integrității teritoriale a Republicii Moldova - Petru Frunza, idem - Anatolie Rusu, idem - Vasile Țurcan, idem                                                      | - Augustin Bîrzoi, participant la acțiunile de luptă pentru apărarea independenței și integrității teritoriale a Republicii Moldova - Alexandru Lupașco, idem - Chiril Panteleev, idem - Simion Vacar, voluntar-participant la acțiunile de luptă pentru apărarea independenței și integrității teritoriale a Republicii Moldova (satul Roșcani, raionul Anenii Noi) - Ștefan Curchi, colonel de poliție - Oleg Puțuntica, colonel de poliție - Viorel Coliban, participant la acțiunile de luptă pentru apărarea independenței și integrității teritoriale a Republicii Moldova - Vitalie Criminceanu, idem - Vladimir Mihai, idem - Vasile Petrașcu, idem - Mihail Romanciuc, idem - Vasile Severin, idem - Gheorghe Slutu, idem - Constantin Sula, idem - Sergiu Tataru, idem     | - Evghenii Belousov, colonel - Sergiu Ionel, maior - Victor Țărnă, locotenent-colonel - Petru Beșleaga, participant la acțiunile de luptă pentru apărarea independenței și integrității teritoriale a Republicii Moldova - Vladimir Buga, idem - Andrei Calcea, idem - Ion Dudnicenco, idem - Iurie Gureu, idem - Boris Marcoci, idem - Veaceslav Railean, idem - Pavel Rotaru, idem - Oleg Sîrbu, idem - Vasile Stelea, idem - Iurie Apostolachi, satul Varnița, raionul Anenii Noi - Petru Bîrcă, maior de poliție - Vasile Țugulea, voluntar-participant la acțiunile de luptă pentru apărarea independenței și integrității teritoriale a Republicii Moldova (orașul Nisporeni) - Andrei Vicolaș, vicepreședinte al Consiliului Societății „Cernobîl” din Moldova - Mihail Bucliș, colonel - Vadim Cemîrtan, colonel - Aurel Fondos, colonel - Victor Macrinschi, colonel în rezervă - Boris Tălămbuță, colonel în rezervă - Gheorghe Stratan, locotenent-colonel |
| 2011 | | |
| decorați de Marian Lupu | | |
| - Anatolie Croitor, participant la acțiunile de luptă pentru apărarea independenței și integrității teritoriale a Republicii Moldova - Teodor Botnaru, general de divizie în retragere - Boris Gamurari, colonel în retragere - Anatol Plugaru, colonel în rezervă - Ion Solonenco, general de brigadă în retragere - Departamentul Trupelor de Carabinieri al Ministerului Afacerilor Interne | - Alexei Danilov, participant la acțiunile de luptă pentru apărarea independenței și integrității teritoriale a Republicii Moldova - Vitalie Palega, idem - Nicolae Babin, colonel - Oleg Cebotari, colonel - Igor Panfile, viceministru al apărării - Ștefan Cioban, colonel în rezervă - Ion Lisnic, colonel în rezervă - Alexandru Popescu, colonel al Serviciului de Informații și Securitate - Nicolae Vișnevschi, colonel al Serviciului de Informații și Securitate | - Dumitru Gorgos - Gheorghe Pantelei - Andrei Agatiev, participant la acțiunile de luptă pentru apărarea independenței și integrității teritoriale a Republicii Moldova - Anatolie Cebotari, idem - Ghenadi Ciugureanu, idem - Gheorghe Damaschin, idem - Aurel Eșanu, idem - Ion Potlog, idem - Gheorghe Railean, idem - Arslan Safarmatov, idem - Dumitru Mudrenco, locotenent-colonel - Nicolae Chendighelean, maior în rezervă - Alexandru Ganenco, colonel în retragere - Ion Leahu, colonel în rezervă al Serviciului de Informații și Securitate - Alexandru Mîțu, colonel în rezervă - Ion Ciobanu, colonel - Simion Carp, colonel de poliție - Ivan Cebotaru, colonel de poliție - Vasile Ivas, colonel de poliție - Gheorghe Malic, colonel de poliție |
| 2012 | | |
| - Serviciul de Protecție și Pază de Stat - Valeriu Andronic, colonel în rezervă - Igor Plop, colonel în rezervă - Anatolii Botnaru - Igor Braga - Gheorghe Bulat - Fiodor Buzilă - Tudor Buzu - Alexei Buzuc - Mihail Călugăreanu - Constantin Clipa - Constantin Covrig - Gheorghe Crețu - Vasilii Guzun (post-mortem) - Arcadie Iurco - Igor Lucașciuc - Ghenadie Mamulat - Valerii Mantaluța - Valeriu Mițul - Petru Nagalisov - Mihail Revin - Ion Smocvin - Alexei Solovei - Petru Stalbe - Dumitru Starodub - Gheorghe Stipuleac - Vasile Untu - Gheorghe Urecheanu - Constantin Vleju - Tudor Samoilenco, colonel în rezervă, președinte al Federației Asociațiilor de Rezerviști și Veterani ai Forțelor Armate | - Vergil Botnarevschi - Ion Buzuc - Iurie Cebanu - Eugeniu Chistruga - Victor Colesnic - Valeriu Furdui - Nicolai Homa - Victor Iachimov - Vasile Iacubov - Iurie Pașchevici - Mihail Pîsla - Oleg Platonov - Valerii Popovici - Simion Rusu - Vladimir Siminiuc - Ion Stratan - Serghei Suhodol - Alexandru Suhușin - Vladimir Tarlapan - Victor Tolici - Valeriu Toporivschi - Valeriu Vlaico - Anatolie Voleac - Vasile Zandelov - Victor Gaiciuc, general de brigadă în rezervă | - Valeriu Berestean, colonel - Artur Cucer, colonel - Nicolae Afteni - Sergiu Armașu - Vitalie Avxentiev - Vasile Balan - Vladimir Banari - Vasile Barbîră - Leonid Belibov - Vasile Bîtca - Boris Budăi - Ivan Budigai - Vasile Buzuc - Serghei Cecati - Vasile Cemortan - Vladimir Chirilovici - Mircea Ciobanu - Vasilii Ciobanu - Mihai Ciumac - Nicolae Coica - Valeriu Crigan - Dumitru Dirin - Vasile Focșa - Vladimir Foșnea - Vasile Gandzii - Ion Gangan - Constantin Gazea - Gheorghe Grinciuc - Alexandru Harghel - Veaceslav Iațun - Vasile Lașco - Ion Leucă - Vasile Lupu - Valeriu Malic - Nicolae Manole - Constantin Micu - Gheorghe Mocanu - Nicolae Negară - Vasile Nirca - Anatol Popa - Victor Railean - Petru Roșca - Oleg Rotarenco - Sergiu Rusu - Vasile Rusu - Valerian Smochina - Vasilii Solomon - Pavel Telipan - Iurie Tîrșu (post-mortem) - Sergiu Țanga - Vladimir Țurcan - Sergiu Untilov - Nicolae Ursu - Sergiu Veșca - Marcel Vremea - Valeriu Zanoga (post-mortem) - Tihon Zaraf |
| decorați de Nicolae Timofti | | |
| - Academia Militară a Forțelor Armate „Alexandru cel Bun” - Batalionul cu Destinație Specială „Fulger” al Ministerului Apărării | | - Valeri Ceaglei, tehnician al echipajului aeronavei „Wilga – 35A”, distrusă în timpul catastrofei aviatice din 27 mai 2005 de pe aerodromul Mărculești (post-mortem) - Eugeniu Lisneac, tehnician, idem (post-mortem) - Valeriu Slovineanu, pilot, idem (post-mortem) - Veaceslav Bîrca, colonel - Vitalie Butnaru, șef de direcție la Ministerul Apărării - Anatolie Coguteac, colonel - Ivan Ene, colonel |
| 2013 | | |
| | | - Nicolai Capsamun, locotenent-colonel - Veaceslav Dermenji, general-maior - Marin Megherea, căpitan - Gheorghe Scoropat, locotenent-colonel - Iurie Stoian, locotenent-colonel |
| 2014 | | |
| - Vadim Railean, colonel de poliție - Nicolae Popa, pompier (post-mortem) - Gheorghe Șova, pompier (post-mortem) | - o persoană cu identitate nedezvăluită, colaborator al Serviciului de Informații și Securitate - Ion Bodrug, colonel de poliție - Ion Covali, colonel | - Oleg Ciobanu, colonel - Viorel Marinescu, colonel - Ana Dabija, director al Departamentului Instituțiilor Penitenciare - Valerian Gusev, locotenent-colonel de poliție - o persoană cu identitate nedezvăluită, colaborator al Serviciului de Informații și Securitate - Nicolae Bodrug, colonel de poliție - Vladimir Cioban, colonel de poliție - Fiodor Cîșlari, plutonier adjutant de poliție - Gheorghe Munteanu, plutonier adjutant de poliție - Valeriu Sîrbu, colonel de poliție - Vladimir Belibov, locotenent - Valeriu Dascăl, maior |
| 2015 | | |
| - Boris Laza, colonel de poliție în rezervă, ex-comisar al Comisariatului Raional de Poliție Florești - Vasile Calmoi, membru al Asociației Veteranilor Serviciului de Informații și Securitate - Valeriu Troenco, general-maior de justiție în rezervă - Brigada 1 Infanterie Motorizată „Moldova” - Leonid Carasiov, colonel în rezervă, fost comandant al Brigăzii 1 Infanterie Motorizată „Moldova” - Oleg Babin, colonel de poliție în rezervă - Ștefan Pavlov, colonel de poliție | | - Igor Pînzari, colonel - Alexandru Banari - Serghei Rotari - Vasile Chetruș - Feodosii Sofianu - Iurie Chiriciuc - Ion Vozian - Ion Braniște, colonel - Valeriu Chilaru, colonel - Igor Gorgan, general de brigadă (ordin retras de către Maia Sandu în 2024) - Oleg Guzun, colonel - Mihail Olaru, colonel - Victor Pîntea, plutonier adjutant - Veaceslav Rusu, colonel - o persoană cu identitate nedezvăluită, colaborator al Serviciului de Informații și Securitate - Iurie Erizanu, maior de poliție - Corneliu Groza, colonel de poliție - Marin Maxian, colonel de poliție - Veaceslav Scurtu, locotenent-colonel de poliție |
| 2016 | | |
| - Ion Țurcan, general-maior de poliție, viceministru al afacerilor interne - Victor Țărnă, director al Serviciului de Protecție și Pază de Stat - Ion Guțu, director adjunct al Serviciului de Protecție și Pază de Stat - Sergiu Golovaci, șef adjunct de serviciu, colonel al serviciului de salvare - Anatolie Viniciuc, șef adjunct de serviciu, colonel al serviciului de salvare - Gafur Faig oglî Suleimanov (post-mortem) - Oleg Cebotari, șef al Direcției protocol și ceremonial a Ministerului Apărării | - Leonid Vozniuc, șef al Orchestrei Prezidențiale | - Marius Caț, colonel - Sorin Mihai, colonel - Mihail Condrea, președinte al Organizației Obștești „Cernobîl” din sectorul Rîșcani, municipiul Chișinău - Mihail Oncea, președinte al Organizației Obștești „Cernobîl” din municipiul Chișinău - Vitalie Beșleagă, colonel al Armatei Naționale - Sergiu Șaramet, colonel al Armatei Naționale - Livii Baziuc, colonel de poliție - Marin Manița, maior de poliție - Constantin Secrieru, maior de poliție - Oleg Blișceac, colonel al serviciului de salvare - Mihail Borș, colonel al serviciului de salvare - Valentin Gorgan, colonel de poliție - Marin Lisî, colonel - Eugeniu Șevciuc, colonel de poliție - Natalia Ciumacenco, șef de direcție la Serviciul Vamal - Veaceslav Goian, șef al Biroului Vamal Cahul - Valentina Popa, șef interimar de direcție la Serviciul Vamal - Iurie Antoci, locotenent-colonel - Mihail Diacenco, colonel - câteva persoane cu identitate nedezvăluită - Marcel Moraru, colonel - Vadim Vrabie, general-maior - Igor Procop, locțiitor al comandantului Batalionului de Gardă - Vasili Ojoga, comandant al companiei Gărzii de Onoare - Oxana Gîscă, maior - Evgheni Sîrbu, maior - Adrian Țurcanu, maior |
| 2017 | | |
| decorați de Igor Dodon | | |
| - Departamentul Poliției de Frontieră al Ministerului Afacerilor Interne - Gheorghe Bercuța, plutonier adjutant în rezervă - Ion Baban, colonel în rezervă - Vergil Botnarevschi, colonel în rezervă - Veaceslav Zelenețchi, locotenent-colonel în rezervă - Alexei Spînu, locotenent-colonel - Brigada 2 Infanterie Motorizată „Ștefan Cel Mare” - Eugeniu Cobîlaș, colonel în rezervă - Mihail Garabovschi, colonel în rezervă - Nicolae Macovei, colonel de poliție în rezervă - Vladimir Olievschi, locotenent-colonel în rezervă - Valeriu Paladii, locotenent-colonel de poliție în rezervă - câteva persoane cu identitate nedezvăluită, ofițeri în rezervă ai Serviciului de Informații și Securitate | - Valeriu Cazac, șef de direcție în cadrul Serviciului Hidrometeorologic de Stat - Andrei Vicolaș, vicepreședinte al Uniunii „Cernobîl” din Moldova - Constantin Constantinov, locotenent-colonel în rezervă - Valerii Maximov, locotenent-colonel de poliție în rezervă - Alexandr Organ, maior de poliție în rezervă | - Vitalie Josan, locotenent major - Vladimir Trofimov, colonel - Vitalie Durbalov, colonel în rezervă - Veaceslav Juraveli, șef adjunct al Biroului Vamal Nord - Victor Popovici, șef al Centrului Chinologic al Serviciului Vamal - Alexei Manciu, locotenent-colonel în rezervă |
| 2018 | | |
| - Brigada 3 Infanterie Motorizată „Dacia” - Ion Grigoraș, locotenent-colonel în retragere - Iurie Prisăca, colonel în rezervă - Anatoli Șefer, locotenent-colonel în rezervă - Mihail Harabagiu, șef al Inspectoratului General pentru Situații de Urgență al Ministerului Afacerilor Interne - Constantin Culicovschi, locotenent-colonel în rezervă - Efim Donos, colonel în retragere - Victor Pamfil, colonel în retragere - Vladimir Penicovschii, colonel în retragere - Gheorghii Reu, colonel în retragere - Gheorghi Sumarga, colonel în retragere - Iurie Ciofu, locotenent-colonel în retragere - Vladimir Tarlapan, colonel în rezervă - Serghei Untilov, locotenent-colonel în retragere - Ion Mahu, colonel în rezervă - Constantin Profir, colonel în rezervă - câteva persoane cu identitate nedezvăluită - Andrei Vataman, colonel de poliție în rezervă - Vasile Budaian, plutonier al serviciului intern al Inspectoratului General pentru Situații de Urgență al Ministerului Afacerilor Interne - Iurie Ghegheșco, artist instrumentist în Orchestra Prezidențială a Republicii Moldova                                                           | - Alexandru Mîțu, colonel în retragere - Vasile Patrașcu, colonel în retragere - Vasile Mandaji, colonel în rezervă - Marcel Cenușa, colonel în rezervă - Gheorghe Lisnic, colonel în retragere - Vasile Gîrbu, șef de direcție în cadrul Serviciului Vamal - Vasile Mazureac, șef al Postului Vamal Comrat - Victor Alerguș, vicepreședinte al Uniunii Veteranilor Războiului din Afganistan - Vasile Rusu, colonel în rezervă - Ion Ciolan, maior de poliție în rezervă - Ghenadie Barbu, colonel al serviciului intern al Inspectoratului General pentru Situații de Urgență al Ministerului Afacerilor Interne | - Alexandr Cravcenco, căpitan în rezervă - Viorel Badia, colonel - Sergiu Cirimpei, locotenent-colonel - Ion Ojog, locotenent-colonel - Radu Ojog, locotenent-colonel în rezervă - Dumitru Malai, șef adjunct de direcție în cadrul Serviciului Vamal - Marian Sofroni, șef adjunct al Biroului Vamal Nord - Tudor Lupu, locotenent-colonel în rezervă - Victor Marciuc, locotenent-colonel în rezervă - Gheorghe Munteanu, locotenent-colonel în rezervă - Dumitru Tocmacov, locotenent-colonel în rezervă - Olga Cataraga, colonel în rezervă - Ion Osoianu, colonel de justiție în rezervă - Gheorghe Arman, președinte al Organizației Obștești „Cernobîl” din sectorul Centru, municipiul Chișinău |
| 2019 | | |
| - Mihail Bîrgău - Ion Bunescu - Constantin Lis - Gheorghe Tretiacov - Valeriu Ceachir - Ion Donțu - Ion Lisnic - Șavcat Ziaev - Nicolae Salcoci - Vladimir Vlas - Mihail Bodean, colonel în rezervă - Ivan Bolișoi, locotenent-colonel în rezervă - Vasile Lelic, colonel în retragere - Anatolie Munteanu, colonel în rezervă - Andrei Șevcenco, colonel în rezervă - Iurii Dominic, vicepreședinte al Asociației Obștești „Fraternitatea Cadeților” - Mihail Badea, membru al Comitetului Executiv al Uniunii Ofițerilor din Republica Moldova - Iurie Groian, președinte al Asociației Internaționale a Veteranilor „Vulturul” - Ivan Paslari, președinte al organizației raionului Taraclia a Uniunii Ofițerilor - Vasile Severin, președinte al organizației sectorului Centru, municipiul Chișinău, a Uniunii Ofițerilor - Unitatea Militară 1002 a Inspectoratului General de Carabinieri al Ministerului Afacerilor Interne - Vasilii Ceclu, colonel în rezervă - Vladimir Deordița, colonel de poliție în retragere - Anatol Rusica, locotenent-colonel de poliție în rezervă - Sergiu Sava, colonel de poliție în rezervă - Iurie Tîșcul, colonel în rezervă | - Iacov Ivașciuc - Anatol Martînov - Antonina Volchivschi - Andrei Corjan - Sergiu Scripnic - Vasili Colesnic - Mihail Bucliș, colonel - Alexandr Calugher - Semion Advahov, locotenent-colonel în retragere - Eduard Cugut, maior în rezervă - Alexandr Grecu, colonel în rezervă - Oleg Mitriniuc, maior în rezervă - Gheorghe Țurcanu, colonel - Iacov Anghel, locotenent-colonel în rezervă - Victor Grosu, colonel în rezervă - Nicolae Cecati, președinte al organizației raionului Cimișlia a Uniunii Ofițerilor - Vladimir Gumenîi, președinte al organizației raionului Ocnița a Uniunii Ofițerilor - Ghenadi Mitriuc, președinte al organizației raionului Ungheni a Uniunii Ofițerilor - Andrei Chiperi, maior în rezervă - Vasile Pletosu, plutonier adjutant în rezervă | - Victor Borș - Vladimir Garștea - Iurie Juc - Namig Ismailov - Alexei Bulgac - Ivan Cărăuș - Ivan Climov - Serghei Semeniuc - Nicolae Terzi - Nicolae Balan, colonel - Vladimir Cazacu, colonel - Andrei Creanga, locotenent-colonel - Oleg Roșca, colonel - Nicolae Cheptene - Serghei Doctorenco - Dumitru Gherasim - Sergiu Ghermacovschi - Sergiu Graur - Ivan Gușan - Sergiu Mocanu - Vladimir Usatîi - Roman Babii, locotenent-colonel în rezervă - Vasile Midor, plutonier-adjutant în retragere - Anna Koshmarchuk, vicepreședinte al Organizației primare din sectorul Buiucani, municipiul Chișinău, a Uniunii Ofițerilor din Republica Moldova - Vitali Aculov - Alexei Petrovici, conducător al Organizației Obștești „Clubul Istorico-Patriotic Rus” - Veaceslav Donica, colonel - Dumitru Parfeni, locotenent-colonel - Valeriu Gori - Gheorghi Burlac, maior în rezervă - Oleg Fedco, locotenent-colonel în rezervă - Corneliu Catrinici, colonel - Sergiu Prodan, colonel - Vladlen Recean, colonel - Fiodor Andronatiev, locotenent-colonel - Petru Boicu, colonel în rezervă - Andrei Cemîrtan, colonel - Victor Necrîtov, colonel în retragere - Ion Tarhon, colonel în retragere - câteva persoane cu identitate nedezvăluită, colaboratori ai Serviciului de Informații și Securitate - Vitalii Vicol, colonel al serviciului intern al Direcției Situații Excepționale, municipiul Edineț, a Inspectoratului General pentru Situații de Urgență al Ministerului Afacerilor Interne - Aurel Borta, membru al Consiliului organizației sectorului Botanica, municipiul Chișinău, a Uniunii Ofițerilor - Igor Mocanu, președinte al organizației raionului Glodeni a Uniunii Ofițerilor - Victor Pistolari, președinte al organizației raionului Soroca a Uniunii Ofițerilor - Veaceslav Ojog, inspector superior la Brigada de Poliție cu Destinație Specială „Fulger” a Inspectoratului General de Poliție - Valentin Poleacov, inspector superior la Brigada de Poliție cu Destinație Specială „Fulger” a Inspectoratului General de Poliție - Ghenadie Daniliuc, locotenent-colonel al serviciului intern al Inspectoratului General pentru Situații de Urgență al Ministerului Afacerilor Interne - Constantin Derejovschi, căpitan de poliție în rezervă - Boris Gîrbu, plutonier-major de poliție în rezervă - Mihail Guzun, maior de poliție în rezervă - Vladimir Preguza, colonel în rezervă - Mihail Stelea, plutonier-major de poliție în rezervă - Nicolae Ojog, maior - Fiodor Barancea, ofițer superior în cadrul Inspectoratului de Poliție Orhei - Veaceslav Oboroc, subofițer în cadrul Inspectoratului de Poliție Bălți - Adrian Petric, subofițer în cadrul Inspectoratului de Poliție Ungheni - Vitalie Spatari (post-mortem), fost șef de secție în cadrul Inspectoratului de Poliție Bălți - Ion Susanu, șef de sector în cadrul Inspectoratului de Poliție Cahul - Gheorghe Budu, locotenent-colonel de poliție în rezervă - Vladimir Căpătici, colonel de poliție în retragere - Alexandr Ceban, colonel de poliție în rezervă - Vadim Grosul, locotenent-colonel de poliție în rezervă - Petru Lefter, locotenent-colonel de poliție în retragere - Petru Popușoi, locotenent-colonel de poliție în rezervă - Ilia Stamat, colonel de poliție în rezervă |

### Anii 2020
| Clasa I | Clasa II | Clasa III |
| --- | --- | --- |
| 2020 | | |
| - Iacob Cupcic - Evghenii Dolgov - Grigori Goncearuc - Vasile Mărgineanu - Anatolie Reaboi - Profir Stoian - Gheorghe Scoropat, colonel - Petru Corduneanu, general-maior - Vitalie Caraman, colonel - Grigore Spînu, colonel în rezervă - Valentin Verejan, general de brigadă în retragere - Mihai Cebotari - Vasile Dumitraș - Eduard Gumeniuc - Vasile Iacubov - Grigore Negoiță - Ivan Ungureanu - Iurie Odagiu, prim-prorector al Academiei de Poliție „Ștefan cel Mare” - Dinu Ostavciuc, rector al Academiei de Poliție „Ștefan cel Mare” - Vasile Batrîncea, veteran al organelor afacerilor interne - Vitalie Bostan, comisar-șef - Tudor Catană, colonel - Iurie Cazac, veteran al organelor afacerilor interne - Sergiu Paiu, comisar-șef | - Gheorghe Antoci - Leonid Butnari - Serghei Cervinschi - Andrian Glavan - Victor Mîțu, inspector superior la Biroul Vamal Centru - Ion Caraja, colonel - Sergiu Ciorba - Valeriu Coadă - Victor Marian - Petru Popazu - Ștefan Belecciu, șef de catedră la Academia de Poliție „Ștefan cel Mare” - Marian Gherman, comisar-șef - Artur Pșenicica, locotenent-colonel - Ion Coropcean, general de divizie în rezervă | - Piotr Filipov, sergent clasa I - Ilie Argint - Veaceslav Arnaut - Victor Chilinciuc - Grigore Comburian - Valerii Coțofan - Stanislav Făuraș - Vitalii Gorodinschii - Veaceslav Ionaș - Constantin Loghin - Alexandru Lupan - Pavel Trestianu - Victor Țurcan - Ion Vidrașcu - Luminița Bujoreanu, șef adjunct al Centrului Consultativ Diagnostic, Ministerul Apărării - Ilona Dzîc, șef de serviciu în Marele Stat Major al Armatei Naționale - Anastasia Groza, șef adjunct de secție a Inspectoratului de Poliție Criuleni al Inspectoratului General al Poliției al Ministerului Afacerilor Interne - Natalia Ixari, șef de serviciu în cadrul Regimentului de Rachete Antiaeriene al Armatei Naționale - Elena Mardari, specialist superior în cadrul Marelui Stat Major al Armatei Naționale - Nina Musteață, veteran al organelor afacerilor interne - Valentina Șoltoian, veteran al organelor afacerilor interne - Tamara Veleșco, veteran al organelor afacerilor interne - Sergiu Cîrlan, șef de direcție în cadrul Armatei Naționale - Veaceslav Dehteriuc, șef de secție la Spitalul Militar Central - Dumitru Chisnenco, cofondator al Proiectului Internațional Moldo-Olandez de Caritate „Întinde o mînă pentru Moldova!” - Gheorghe Muștuc, președinte al Organizației Obștești „Piatra”, raionul Orhei - Vitalie Alexandru, locotenent-colonel - Alina Gradinaru, maior - Vitalie Veveriță, colonel - Radu Bradu, locotenent-colonel - Alexandru Cobîleanschi, colonel - Andrei Onofrei, colonel în rezervă - Vitalie Pușcaș, plutonier-adjutant în rezervă - Ion Sîrbu, locotenent-colonel - Vladimir Zara, locotenent-colonel - Ion Andronic, colonel - Valeriu Baban, colonel - Alexandru Bojan, comisar-șef - Ion Bilibov, comisar-șef - Ion Botnari, comisar principal - Petru Ceban, comisar principal - Alexandru Ciobanaș, comisar-șef - Aliona Cîșlaru, agent-șef principal - Valeriu Colesnic, veteran al Ministerului Afacerilor Interne - Iuri Dementiev, comisar-șef - Gheorghe Rencheci, comisar principal - Eugeniu Roibu, comisar principal - Nicolae Romaniuc, veteran al Ministerului Afacerilor Interne - Nicolae Șterbeț, agent-șef - Oleg Tarasenco, comisar-șef - Ion Țurcan, comisar principal - Victor Verejanu, veteran al Ministerului Afacerilor Interne - Gheorghe Zubco, veteran al Ministerului Afacerilor Interne - Ilie Ciocoi, colonel - Alexandru Dabija, locotenent-colonel - Gheorghe Racu, colonel - Alexandru Severin, maior - Andrei Șram, colonel - Vladimir Cebanenco, șef adjunct al Biroului Vamal Centru - o persoană cu identitate nedezvăluită, colaborator al Serviciului de Informații și Securitate - Sergiu Bereghici - Sergiu Bolocan - Iurie Crimnicean - Boris Donoi - Serghei Glavan - Iurie Gorgos - Andrei Juravliov - Gheorghi Lambov - Mihail Malcocean - Andrei Triboi - Petru Țurcan - Aliona Bivol, șef de catedră la Academiei de Poliție „Ștefan cel Mare” - Alexandru Odainic, locotenent-colonel în rezervă - Gheorghe Alezei, comisar-șef - Vladimir Balaguula, inspector principal - Vladimir Cristev, agent principal - Lucian Garea, comisar - Alexei Grosu, comisar-șef - Nicolae Hartonenco, comisar - Vladimir Leșanu, agent superior - Igor Zglavuța, comisar-șef - Andrian Balan, colonel - Oleg Chirilenco, colonel - Octavian Varzari, colonel |
| 2021 | | |
| decorați de Maia Sandu | | |
| - Batalionul 22 de menținere a păcii „Căști Albastre” al Armatei Naționale | | - Natalia Gadîrca, locotenent-colonel - Igor Tuceacov, locotenent-colonel - câteva persoane cu identitate nedezvăluită, colaboratori ai Serviciului de Informații și Securitate |
| 2022 | | |
| - Adrian Efros, colonel - Roman Targon, colonel-medic | - Sorin Bacalu, locotenent-colonel | - Valeriu Căpătici, colonel - Serghei Gutium, maior - Vitalie Lupașcu, colonel - Maxim Șarcanean, colonel - Nelli Zastînceanu, maior - Valentin Cioclea, comisar-principal - Oleg Craevschi, comisar-șef - Andrei Trofimov, comisar-șef - Alexandru Ianițchi, comisar-șef - Natalia Karpova, colonel în rezervă - Radu Zănoagă, comisar - Dionisie Ceptureanu, sergent clasa I - Ion Burlacu, comisar - Arcadie Catlabuga, comisar-șef - Sava Chirică, comisar-șef - Marin Garaz, comisar principal - Iurie Ciobanu, sergent clasa I - Radu Cîșleanu, locotenent-colonel - Gheorghe Oarza, consilier de stat de clasa a III-a, colonel în rezervă - Sergiu Voinu, сolonel |
| 2023 | | |
| - Sergiu Vicol, colonel | - Mihail Borș, colonel - Anatolie Nosatîi, ministru al apărării - Andrei Corcimit, locotenent-colonel | - Evghenii Chirsanov, maior - Vladimir Varzari, locotenent-colonel - Diana Botnariuc, locotenent-colonel - Gheorghi Cuznețov, plutonier adjutant - Victor Șumleanschi, plutonier-major - Valeria Breco, inspector - Natalia Chiperi, comisar - Vasili Damaschin, comisar principal - Ivan Leorda, agent-șef - Sergiu Zabolotnîi, maior - câteva persoane cu identitate nedezvăluită, colaboratori ai Serviciului de Informații și Securitate - Vadim Ardeleanu, comisar-șef - Ion Beschieru, comisar-șef - Vasile Stegărescu, comisar-șef |
| 2024 | | |
| - Alexandru Savca, director adjunct al Centrului Național Anticorupție - Eduard Ohladciuc, general de brigadă - Sergiu Plop, colonel în rezervă, secretar de stat al Ministerului Apărării | - Elena Tanas, maior - Serghei Carapunarlî, colonel - Victor Filip, colonel | - Leonid Cornescu, locotenent-colonel - Evgheni Batîr, comisar principal, Inspectoratul General al Poliției de Frontieră - Nicolae Avram, locotenent-colonel - Dorin Babin, colonel - Alexandr Berestean, căpitan - Ion Crețu, maior - Sergiu Cornițel, comisar principal - Andrei Livitschi, comisar - Ion Mariț, comisar-șef - Sergiu Strungaru, comisar-șef - Anatolie Zavtur, colonel - câteva persoane cu identitate nedezvăluită, angajați ai Serviciului de Informații și Securitate - Oleg Graur, colonel, Inspectoratul General de Carabinieri al Ministerului Afacerilor Interne - Alexandru Andriesi, comisar principal - Roman Cujba, comisar principal - Alexandru Ganaciuc, comisar-șef - Grigore Guzun, comisar-șef - Vitalie Guzun, agent-șef principal - Dumitru Lazăr, colonel al Serviciului de Protecție și Pază de Stat, detașat - Alexandru Lupan, comisar-șef - Denis Meleca, comisar - Sorin Munteanu, comisar - Eugeniu Piterschi, comisar-șef - Andrei Sîrbu, comisar-șef - Ion Volontir, comisar-șef - Andrei Zagoreanu, comisar-șef |
| 2025 | | |
| - Denis Timohin (post-mortem), sergent, Direcția situații excepționale municipiul Soroca a Inspectoratului General pentru Situații de Urgență - Alexandr Pînzari, general-maior | | - Iulia Ciobanu, locotenent-major - Vasile Popa, general-maior - Ghenadie Cuciuc, colonel - Dorin Capcelea, comisar principal, director adjunct al Serviciului Tehnologii Informaționale al Ministerului Afacerilor Interne - Ion Șatic, colonel |